# チョン・ソンハ
チョン・ソンハ（정 성하、鄭 成河、Sungha Jung、1996年9月2日 - ）は、大韓民国・ソウル特別市出身のギタリスト、作曲家。

## 人物
アコースティック・ギターによる指弾きで、非常に幅広いジャンルをこなす。また、作曲をすることもある。
2006年末から、10歳にしてYouTubeその他の動画サイトを通じて演奏活動を開始すると、たちまち「天才少年」として名を馳せ、2010年7月21日にはファースト・アルバム『Perfect Blue』、翌2011年9月21日にはセカンド・アルバム『Irony』、 2013年4月15日にはサード・アルバム『Paint It Acoustic』、2014年4月28日にフォース・アルバム、『Monologue』をリリース。その都度、アルバムを引っ提げた来日ツアーも行っている。また、2012年12月17日には同じく指弾きのギタリストである岡崎倫典などと共に制作したアルバム『The Duets』をリリース。さらに、多数のミュージシャンともライブなどで共演している。